# Roton (motorfiets)
Roton is de merknaam Nederlandse 50cc-wegracemachines uit de jaren zestig en -zeventig. Ze werden gebouwd door Ton Daleman uit Leiden.
De naam was een samenvoeging van “roterend” (naar de roterende inlaatschijf) en de voornaam van de bouwer (Ton). De motorblokken kwamen steeds van andere fabrikanten als Royal Nord, Itom, Garelli en Kreidler, maar werden allemaal voor zover nodig zelf voorzien van roterende inlaten.
“Roton” was ook de bijnaam van de Norton-wankelmotoren: zie Roton.